# Любопитство
Любопитството е емоция, свързана с естествено поведение като проучване, изследване и учене, доказано от наблюдение у хората и животните. Терминът може да бъде употребен, за да обозначи поведение, което е предизвикано от емоцията на любопитство, като тази емоция представя желание да се знаят нови неща. Любопитството е гориво за науката и други дисциплини от човешкото познание.